# Chapelle Notre-Dame de Villethiou
La chapelle Notre-Dame de Villethiou est un édifice religieux situé dans le hameau de Villethiou, commune de Saint-Amand-Longpré, dans le département de Loir-et-Cher, dans la région Centre, en France. La chapelle est située sur l'un des chemins de Saint-Jacques de Compostelle.

## Origine légendaire
Un villageois aurait trouvé au fond du ravin de la Coudre, dans une source du même nom, une petite Vierge couchée sur le dos, portant un Jésus dans ses bras. Le bruit de cette découverte se répandit dans toute la plaine. On transféra alors la statue d'église en église, mais celle-ci revenait toujours dans la source où elle avait été découverte. La population du hameau situé à côté de la source décida de bâtir une église en l'honneur de la statue. Cependant, plusieurs fois, pendant la nuit, l'église s'effondra. Un jour, l'un des travailleurs lança son marteau en l'air, demandant à la Vierge de le faire retomber à l'endroit où elle souhaitait que l'église soit construite ce qui fut fait. Quelques jours plus tard, l'église était consacrée par le placement de la statue dans une niche du sanctuaire,.

## Histoire

### Fondation
Le prieuré Notre-Dame-de-Villethiou a été fondé au XIe siècle. Il relevait du monastère de Saint-Georges-du-Bois. Jusqu’au milieu du XVIe siècle, il s'agissait d'un prieuré simple. Le prieur chapelain en avait le bénéfice à vie. La chapelle romane était de modestes dimensions (11 m x 5,30 m), couverte d'un lambris et surmontée d'une flèche. Pendant les guerres de Religion, le fief de Villethiou passa aux mains des Protestants. À partir de 1641, le domaine repassa aux mains des Catholiques. À la Révolution, le prieuré Notre-Dame-de-Villethiou devint propriété nationale. Les biens furent vendus. Le 11 janvier 1791, la chapelle et les bâtiments du prieuré furent rachetés en indivision par Jean-Baptiste Pilgrain et Francois-Gabriel Brou (deux moines de l'abbaye de l'Étoile situé sur la paroisse d'Authon). À la mort de Jean-Baptiste Pilgrain en 1800, Francois-Gabriel Brou racheta la seconde moitié à l'héritier du défunt pour la somme de 600 livres. Francois-Gabriel Brou devint ainsi seul propriétaire jusqu’à sa mort en 1814. Le 27 février 1818, l'abbé Joseph de Caqueray (curé de Villeporcher) acheta aux héritiers de Francois-Gabriel Brou la chapelle et le petit domaine au prix de 6600 francs. En 1825, Joseph de Caqueray en fit don à la fabrique de la paroisse de Longpré, dont lui même devint curé en 1826.

### Reconstruction
En 1842 l'ancienne chapelle qui tombait en ruine fut détruite. Edouard Marganne (1812-1871) fut l'architecte vendômois chargé des travaux de construction de la chapelle actuelle. La construction fut achevée en 1843. La chapelle fut bénie le 27 avril 1843 par l'abbé Fabre des Essarts, alors vicaire général de Blois. Dès 1850, la construction nécessita de sérieuses réparations. Ces dernières furent insuffisantes et en 1878, l'abbé Chénebaux lança un projet d'agrandissement de la chapelle. L'objectif était de pouvoir accueillir les foules du pèlerinage. L'abbé Chénebaux obtint de la fabrique de Longpré et de l’évêque de Blois l'autorisation de bâtir deux travées supplémentaires et six chapelles latérales. Les travaux furent financés par L'abbé Chénebaux, les généreuses familles du voisinage ainsi que les quêtes réalisées dans les diocèses de Blois et Tours durant de nombreuses années. La chapelle fut consacrée le 29 septembre 1881 par Charles-Honoré Laborde, l'évêque de Blois, en présence de l'abbé Chénebaux. Par la suite, des vitraux y ont été ajoutés et des réparations ont été réalisées notamment après les ouragans de 1885 et 1896. Au début du XXe siècle, après une restauration, un vent violent a arraché la statue de la vierge qui dominait la porte de la façade. Depuis, l'emplacement est resté vide. À la séparation de l'Église et de l'État, la chapelle est devenue propriété de la commune de Longpré mais dépend cependant de la commune de Saint-Amand. Le presbytère, quant à lui, fut reconstruit aux environs de 1855. Il comporte des fenêtres à meneaux.

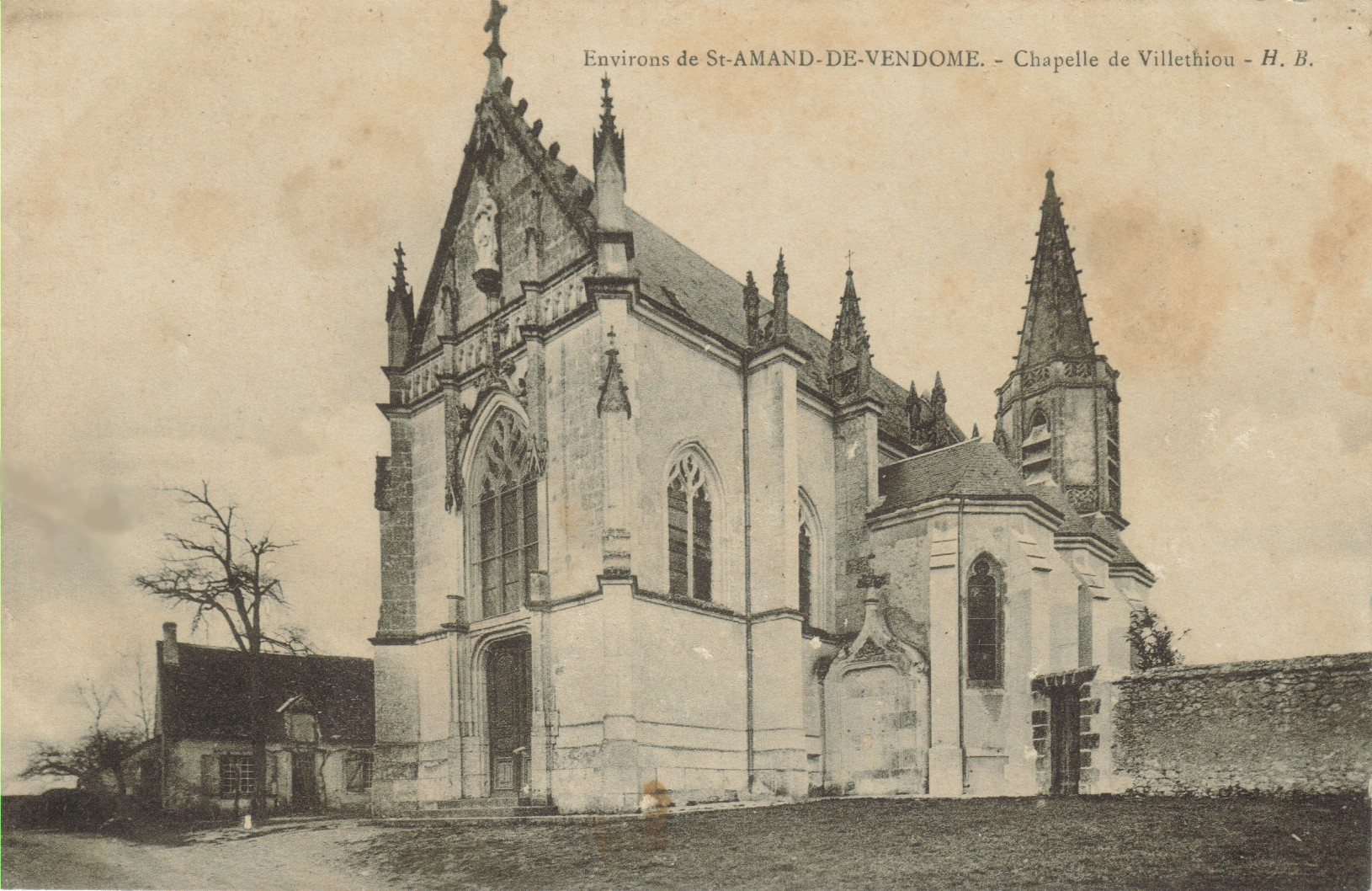
La chapelle au début XXe siècle avec la statue sur la façade.

## Architecture
La chapelle actuelle de style gothique flamboyant est surmontée de deux flèches de 20 mètres de haut, contournées à leur naissance d'une galerie à jour. Dans la façade, s'ouvre une haute verrière surmontée d'une autre galerie à jour. Formant comme un transept, six chapelles de forme octogonale (trois de chaque côté) l'enserrent et l'amplifient tout en lui servant de contreforts. La nef est large de six mètres et longue de 17 mètres jusqu'au chœur. Elle se compose de cinq travées, dont les trois dernières s'ouvrent sur les petites chapelles signalées du dehors. Le chœur se termine par une abside à trois pans. Les piliers soutiennent les croisées d'ogives. les arceaux s'ornent de fines dentelures. Les clefs de voute sont ciselées et reproduisent différents motifs. Celles qui dominent le chœur et le sanctuaire sont très travaillées. De petits culs-de-lampe terminent les retombées. Le chœur et le sanctuaire comprennent chacun une travée. Ils sont revêtus de peintures de différentes couleurs.

## La statue de la Vierge

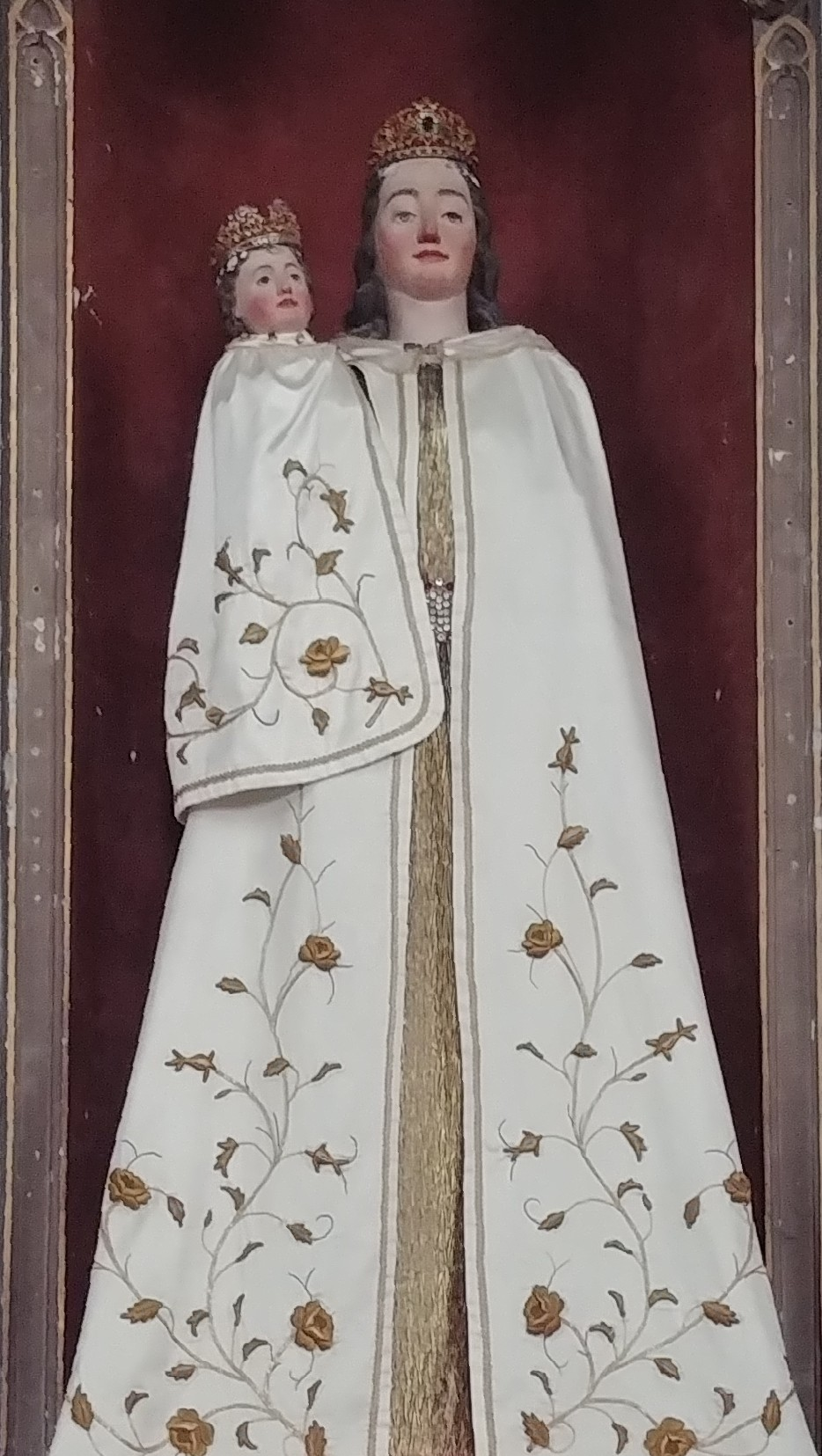
Statue de la vierge

La chapelle renferme la statue de Notre-Dame-de-Villethiou. La statue initiale qui datait du XIIe siècle a disparu dans la seconde moitié du XVIe siècle, sans doute à cause des Huguenots qui pillèrent l'église en 1562. Elle a été remplacée par une nouvelle statue au XVIIe siècle. En juin 1793, le district de Vendôme fit enlever la Vierge. Elle fut confiée à la garde du concierge du district, Antoine Chéron qui la conservât avec respect. Cependant, la statue fut profanée: les deux têtes de la Vierge et de l'enfant furent brisées. Quelque temps après, la statue fut restaurée et réinstallée dans la chapelle. Vers 1872, un chapelain de Villethiou remplaça la naïve statue par une autre plus artistique. Les fidèles et les curés du voisinage ne se résignèrent pas à cette substitution. Si bien que lorsque le chapelain eut quitté Villethiou, ses confrères, faisant droit aux réclamations insistantes de la population, exhumèrent les fragments de l'ancienne statue, la firent restaurer et la réinstallèrent dans la chapelle. La vierge fut couronnée le 8 septembre 1902 en présence de Charles-Honoré Laborde, évêque de Blois, et des archevêques de Tours et d'Alger. La statue de la Vierge et l'enfant Jésus est conservée au fond du sanctuaire dans une niche haute, surmontée d'un pinacle de pierre ouvragé. La Vierge est entourée d'un cadre terne et sombre. Des objets votifs sont suspendus tout autour de la statue vers laquelle montent les ex-voto de marbre.

## Aménagements

### L'autel
L'autel en bois sculpté datant du XVe siècle fut offert au moment de la reconstruction par l'abbé Le Page, curé de Lanthenay. Il est décoré de sept statuettes ciselées dans le bloc : 
- La Sainte Vierge, au milieu, les mains croisées sur la poitrine ;
- Saint Paul armé de son glaive ;
- Saint Pierre, tenant ses clefs ;
- Saint Jacques, portant la coquille et le bourdon du pèlerin ;
- Saint Jean l'évangéliste, le calice en main ;
- Saint Matthieu et l'ange ;
- Saint Luc et la tête de bœuf symbolique.

### Les chapelles latérales
L'abbé Chénebaux eux l'idée de s'adresser aux quatre villes entourant Villethiou pour leur demander de financer chacune une chapelle :
- Montoire eut sa chapelle Saint-Joseph, devenue depuis celle de Notre-Dame-du-Suffrage ;
- Vendôme offrit celle du Sacré-Cœur ;
- Blois en consacra une à saint Louis ;
- Château-Renault et la Touraine en dédièrent une à saint Martin.

Des particuliers se chargèrent de financer les deux autres :
- L'abbé Chollet, curé de Cheverny, dédia la sienne à sainte Anne;
- Le marquis de Gouvello (dont la famille posséda le château du Plessis) plaça la dernière sous le patronage de saint Charles Borromée.

Chaque chapelle dispose de trois vitraux. Différents saints y sont représentés parmi lesquels : saint Martin, saint Arnoult, saint Bienheuré, saint Dyé, saint Oustrille, saint Aigulphe ou saint Louis. Des autels de pierre ou de bois sculptés ornent ces chapelles. Les trois chapelles de chaque côté communiquent entre elles par un arceau ciselé, souvent surmonté d'armoiries prises dans la pierre même. Par exemple celles de Charles-Honoré Laborde et du marquis de Gouvello.

## La source
La source de la Coudre indiquée dans la légende est accessible librement à l'emplacement 47° 40′ 11,5″ N, 0° 58′ 32″ E. Il s'agit de l'une des étapes de la procession lors du pèlerinage.

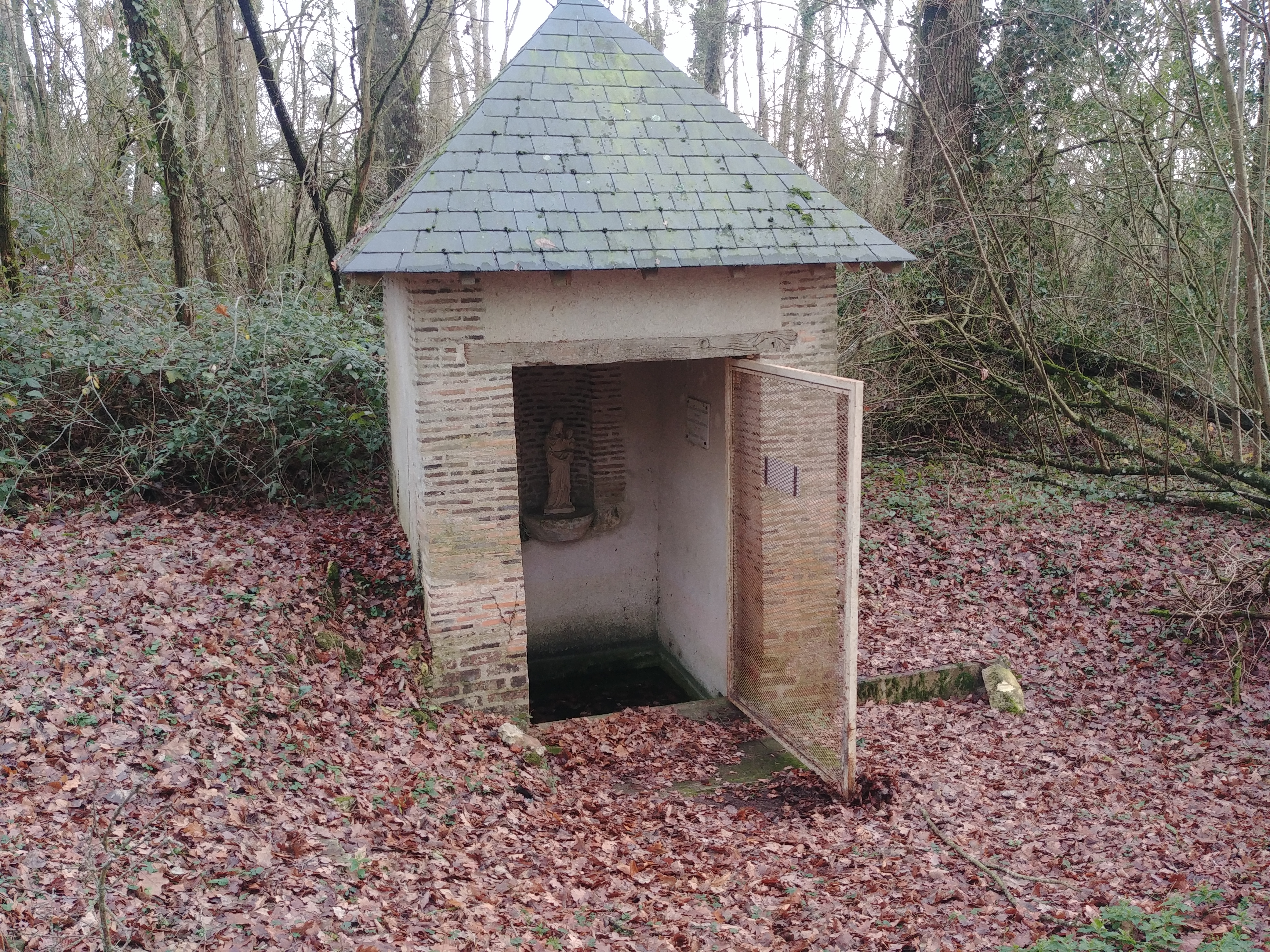
Source de la Coudre
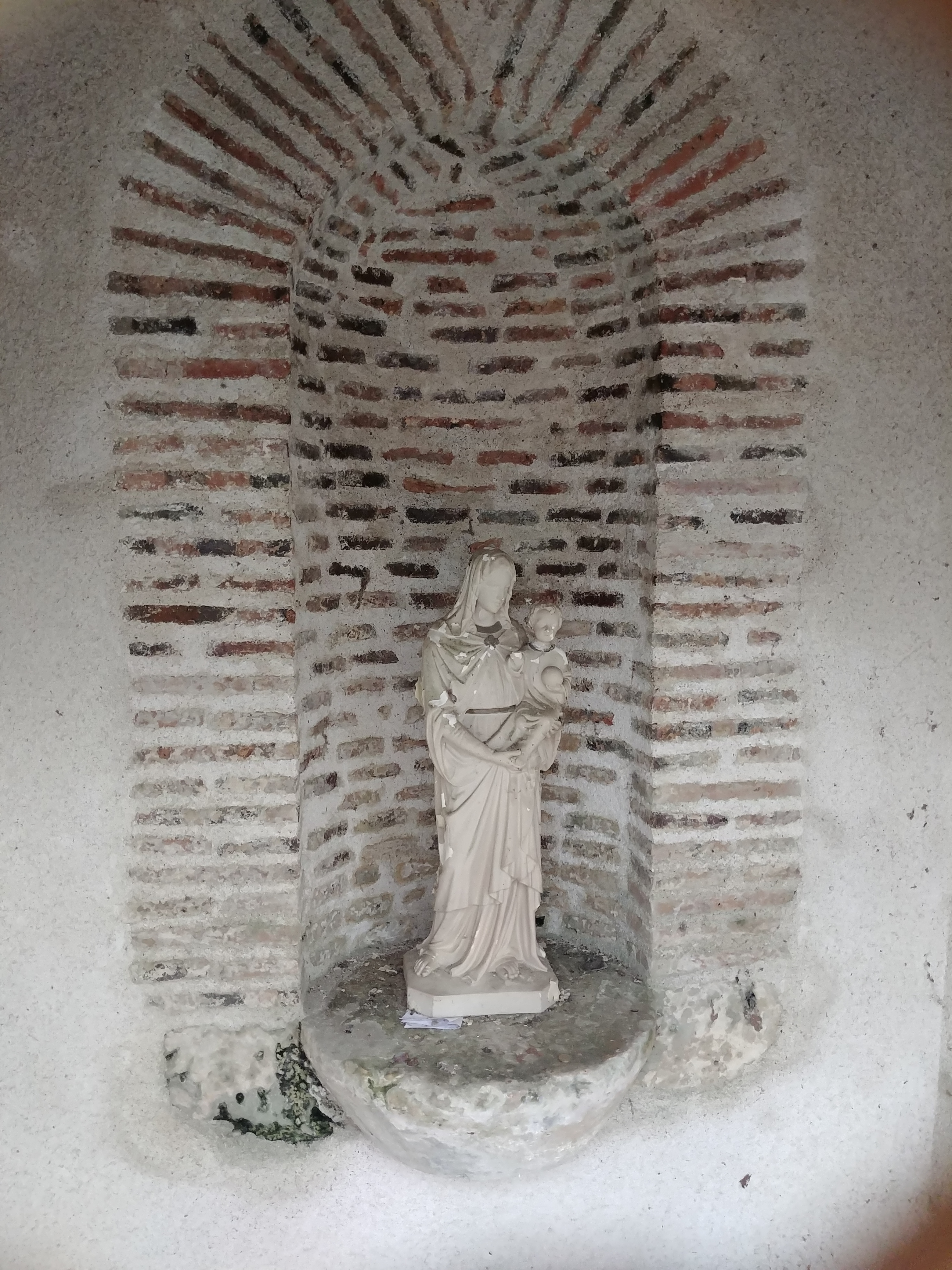
Intérieur de la source

## Le pèlerinage
Notre-Dame de Villethiou est un lieu de pèlerinage important dont les premières traces écrites remontent au XVe siècle. Ce pèlerinage a lieu chaque année, tous les premiers dimanches de septembre pour la fête de la nativité de la Vierge. Les pèlerins viennent solliciter l'intercession de la Vierge pour mettre fin aux maux de leur corps et protéger les récoltes. En 1860, on y dénombrait jusqu’à 3 000 pèlerins. Il attire encore actuellement 500 à 600 personnes dont plusieurs personnalités.